# Stig Vänje
Stig Axel Vänje, född 1931 i Stockholm, är en svensk konsthistoriker och docent vid Stockholms Universitet.
Vänje bedrev akademiska studier i konsthistoria och blev fil. kand. 1959 och avlade en licentiatexamen 1965. Vid sidan av sitt arbete var han verksam som konstnär och medverkade i bland annat Nationalmuseums utställning Unga tecknare. Hans konst består av teckningar, målningar och collage.